# Ett svårskött pastorat
"Ett svårskött pastorat" är en novell av Axel Wallengren (signaturen Falstaff, fakir) från 1895, vilken under samma namn blev en svensk film 1958.

## Novellen
Wallengrens novell publicerades 1895 som det enda egentligt humoristiska inslaget i den i övrigt seriöst menade novellsamlingen Mannen med två huvuden. Dess handling kretsar kring hur överliggaren Calle Kula ärver godset Asatorp och i sin nya roll som godsägare kommer i bråk med traktens övernitiske unge präst. För att driva med denne låter Calle Kula omvända sina underlydande på godset till asaläran. Hans skämt glider dock till slut honom ur händerna, och när vissa fanatiska asakonvertiter vill låta offra sin husbonde tvingas han fly fältet.

## Filmen
Bakom filmatiseringen av Wallengrens text stod två lundaprofiler, Sten Broman och Åke Ohlmarks, vilka inte bara skrev manus och livligt assisterade den formellt utsedde regissören Emil A. Lingheim utan även agerade i densamma – Ohlmarks därtill i en kvinnoroll.
Rollbesättningen i övrigt bestod nästan uteslutande av spexare och andra amatörer med anknytning till Lunds studentliv, en "samsupen och samspelt skara folk" enligt regissör Ohlmarks. Huvudrollen som Calle Kula var ursprungligen tänkt för Ohlmarks själv, men denna plan ändrades och rollen kreerades i stället av lundaspexaren och tandläkaren Knut Borglin. I en mindre roll som tidningsredaktör filmdebuterade en ung Hans Alfredson.
Inspelningen av filmen skedde bland annat på Kulturen i Lund med exteriörer från Bosebo kyrka och Bjärsjölagårds slott i Skåne av Jan Lindeström och Ingvar Borild. Vissa kompletterande tagningar gjordes i Filmstaden i Råsunda.
Filmen premiärvisades 24 november 1958 på biograf Reflex i Lund och visades vid denna tid även under en kortare tid i Uppsala. Någon allmän svensk visning blev det däremot inte, enligt Ohlmarks på grund av en schism mellan honom och Broman å den ena sidan, samt Gustaf Scheutz på Europafilm å den andra. Först den 17 april 1978 fick filmen stockholmspremiär på Fågel Blå. 
Broman och Ohlmarks har i filmmanuskriptet lagt in en del personer som inte finns i originalnovellen, men väl dyker upp på andra ställen i Falstaff, fakirs humoristiska universum, däribland "Goda Olsson" och "Eurentia Glasberg".

### Filmroller i urval
- Knut Borglin – Calle Kula
- Karl-Edvard Jepsson – Andreas, kyrkoherde
- Gunnar Eneskär – Efraim Johansson, pastorsadjunkt
- Hugo "Låppan" Hagander – Petter Lantz, korpral
- Per Daniel Hjorth – Mormon-Mats/Höder
- Leif Ernhagen – Ebenezer Nilsson
- Åke Ohlmarks – "Professorskan", Calle Kulas hushållerska
- Bengt-Olof Landin – länsman
- Börje Norrman – Sämund Holm, stins
- Hans Alfredson – redaktör
- Sten Broman – Fridolf Fernelius, konsistorienotarie
- Axel Liffner – Lundblom, redaktionssekreterare
- Crüll Fältström – Balder Hjönsson, dräng
- Erik Broman – Ägir Trulsson, dräng
- Kim Meurling – Mattsson, kyrkvärd
- Claes Larsson – Goda Olsson
- Anna Christina Ulfsparre – Pernilla, piga
- Maria Crona – Eurentia Glasberg, postfröken
- Mac Gustafsson – Asatorparen

## Kuriosa
Det har spekulerats i om Wallengrens berättelse har visst verklighetsunderlag. En tänkbar förlaga till novellens Calle Kula var den originelle godsägaren Carl Magni (född 1838, död den 4 september 1903) på Skogdala utanför Bräkne-Hoby i Blekinge.